# Northstar
Northstar, il cui vero nome è Jean-Paul Beaubier, è un personaggio dei fumetti creato da Chris Claremont (testi) e John Byrne (disegni), pubblicato dalla Marvel Comics. Apparso per la prima volta sulle pagine di Uncanny X-Men n. 120 (aprile 1979), Jean-Paul è noto per essere il primo supereroe Marvel dichiaratamente omosessuale. Mutante canadese, insieme con la sorella, la supereroina Aurora, è stato uno dei fondatori del supergruppo canadese Alpha Flight per poi passare tra le file degli X-Men. Nel numero 51 di Astonishing X-Men, pubblicato il 27 giugno 2012, Jean-Paul sposa il compagno Kyle Jinadu.

## Biografia del personaggio

### Origini
Nato in una famiglia di origine franco-canadese, i genitori di Jean-Paul morirono in un incidente d'auto quando era ancora piccolo, e assieme alla sorella gemella Jean-Marie vennero adottati separatamente. Diventato adolescente Baubier si unì al Front de Libération du Québec, un gruppo terroristico separatista per l'indipendenza del Québec dal Canada, ma se ne dissociò presto disgustato dai metodi violenti del movimento. Prima del suo esordio come supereroe, divenne uno sciatore professionista ma la sua carriera sportiva ebbe vita breve quando diventò pubblica la sua capacità di muoversi ad altissime velocità: fu allora che decise di unirsi al gruppo Alpha Flight patrocinato dal governo canadese, dove ritrovò sua sorella divenuta anch'essa una supereroina.

### Alpha Flight
Con il nome-in-codice di Northstar, Beaubier ebbe una vita longeva all'interno del gruppo che però fu sempre molto controversa e conflittuale. Di carattere irascibile, spesso Northstar entrava in conflitto con i suoi compagni in particolar modo Sasquatch, a causa del corteggiamento di quest'ultimo nei confronti di sua sorella.

Questa conflittualità venne aggravata quando Jean-Paul cominciò a mostrare evidenti segni di personalità dissociativa. Per un breve periodo di tempo lasciò Alpha Flight e tornò all'attività agonistica diventando campione olimpico, ma dovette consegnare i suoi trofei quando divennero noti i suoi poteri. Dopo il suo ritorno Jean-Paul adottò una bambina di nome Joanne, affetta da AIDS. Dopo la morte della piccola, Northstar decise di rivelare ai compagni di squadra e al mondo intero la sua omosessualità, a cui finora si era sempre solo alluso senza mai ammetterla esplicitamente.

### X-Men
A seguito dello scioglimento di Alpha Flight Northstar scrisse un memoriale dal titolo Born Normal riguardo alle sue esperienze sia come mutante sia come omosessuale. In questo periodo venne avvicinato e reclutato da Jean Grey per formare una squadra di emergenza degli X-Men con lo scopo di salvare il professor Xavier dalle grinfie di Magneto. Dopo quest'avventura Jean-Paul rinunciò alla carriera da X-Men fino a quando dopo la rivelazione televisiva del Professor Xavier di essere un mutante, venne reclutato da quest'ultimo come insegnante per l'istituto. Durante questo periodo a Northstar viene assegnato un gruppo di studenti, lo Squadrone Alpha, prima di essere ucciso da Wolverine, sotto controllo dell'HYDRA, durante un attacco all'Istituto nel corso della saga Nemico Pubblico. In seguito è stato riportato in vita proprio dall'HYDRA che lo voleva sotto il proprio controllo. Dopo mesi di riabilitazione monitorata dallo S.H.I.E.L.D. venne liberato non ancora guarito, dai Figli della Cripta; questi, tramite condizionamenti mentali lo spinsero a lottare contro gli X-Men insieme con la sorella Aurora. Grazie all'aiuto di Rogue e della sua squadra, Jean-Paul e la sorella riuscirono a tornare alla normalità e ripresero la via del Canada.

### Divisi resistiamo
Dopo lo scioglimento degli X-Men a seguito di Messiah Complex Northstar viene contattato da Ciclope che lo convince a contattare Anole. Giunto nella città del giovane mutante, Jean-Paul lo trova nascosto all'interno di una casa sull'albero dalla quale Victor gli comunica di aver attaccato involontariamente il padre a seguito di un rumore che gli aveva ricordato uno dei tanti scontri dei New X-Men. Beaubier tenta di rassicurarlo e di convincerlo a tornare fra gli X-Men, quando Victor sputandogli in faccia gli comunica il proprio rifiuto accusando lui e tutti gli altri mutanti di avergli rubato l'innocenza, pregandolo inoltre di non cercarlo mai più.
Durante l'invasione Skrull, Northstar e la sorella rispondono all'S.O.S. telepatico di Emma Frost e accorrono in aiuto degli X-Men a San Francisco, loro nuova residenza.

## Poteri e abilità
Northstar è un mutante capace di muoversi e volare a velocità supersoniche, oltre che possedere una eccellente resistenza all'attrito provocato dall'aria che, in caso contrario gli ridurrebbe il corpo in pezzi. Il suo fisico gli garantisce anche uno straordinario equilibrio e agilità. Alle capacità fisiche, sono da aggiungere quelle più complesse relative alla manipolazione della luce che, dopo il potenziamento per mano dei Figli della Cripta, sono aumentati fino a generare vere e proprie esplosioni di energia termica.
In aggiunta alla mutazione, Northstar è un buon combattente corpo-a-corpo soprattutto nelle arti marziali. Fondatore e guida di una corporation basata essenzialmente sugli sport invernali, Jean-Paul è stato anche uno sciatore di livello olimpico, un ginnasta e un esperto novelliere.

## Altre versioni

### Ultimate
Questa controparte condivide parecchie similitudini con l'originale in quanto possiede sia i medesimi poteri sia le identiche inclinazioni omosessuali. Divenuto bersaglio di Sinister, riesce a sfuggire a un suo proiettile grazie ai suoi straordinari riflessi che però non gli impediscono di cadere in coma a causa della ferita. Grazie a Jean Grey riesce a tornare cosciente e a incontrare Colosso del quale s'invaghisce. Tempo dopo viene reclutato da Emma Frost per la sua Accademia del Domani e assieme a Havok, Sunspot e Cannonball tenta di far evadere Lorna dal Triskelion, prigione sorvegliata dagli Ultimates nella quale è rinchiusa dopo aver involontariamente ucciso alcune persone. Conclusa la missione si mantiene in contatto con Colosso al quale chiederà di venire al ballo della scuola, poi interrotto dalla Confraternita dei mutanti. Dopo la presunta morte di Xavier, Colosso decide di rimanere all'Accademia del Domani e di continuare la relazione con Jean-Paul. Durante uno dei tanti incontri di softball fra le due scuole, Alpha Flight con l'aiuto di Aurora (anche qui sorella di Northstar) riesce a rapire Jean-Paul e a sottoporlo a massicce dosi di Banshee, droga capace di amplificare i poteri mutanti. Grazie all'aiuto di Ciclope, Dazzler, Rogue, Angelo e Nightcrawler Colosso riesce a irrompere nella base di Alpha Flight, dove trova Northstar in overdose di Banshee che gli causerà una paralisi degli arti inferiori.

### Era di Apocalisse
Qui Northstar e Aurora fanno parte della Elite Mutant Force guidata da Sinistro. I due sono assegnati alla sorveglianza dei prigionieri ai quali non risparmiano torture, soprusi ed ingiurie fino a quando Ciclope non decide di tradire la causa di Apocalisse ed assieme ad alcuni altri prigionieri, inclusa Polaris, mette fuori combattimento i gemelli.

### X-Men: The End
In questo futuro alternativo, Northstar fa parte dell'organico dello Xavier Insititute. Quando l'edificio esplode riesce a portare in salvo Ciclope, ma le gravi ustioni che lo ricoprono lo portano velocemente in fin di vita e comincia ad avere allucinazioni sulla sorella e i defunti Alpha Flight che lo incoraggiano a lasciarsi il proprio corpo e la vita alle spalle.

### House of M
Grazie all'incantesimo di Scarlet che altera la continuity di Terra-616, Northstar diviene uno degli agenti S.H.I.E.L.D. responsabili dell'addestramento di un giovane gruppo di mutanti. Come ogni altro superessere supporta il casato di Magneto e la sua politica.

## Altri media

### Televisione
Northstar compare in:
- Insuperabili X-Men
- X-Men '97

### Videogiochi
Northstar compare in:
- X-Men: Destiny
- Marvel Puzzle Quest
- Marvel Heroes
- Marvel: Sfida dei Campioni
- Marvel Strike Force